# Constitution soviétique de 1923
La constitution soviétique de 1923 légitimait l'union faite en décembre 1922 de la république socialiste fédérative soviétique de Russie, la République socialiste soviétique ukrainienne, la République socialiste soviétique biélorusse et la république socialiste fédérative soviétique de Transcaucasie pour former l'Union des républiques socialistes soviétiques.
Cette constitution modifiait aussi la structure du gouvernement central, en établissant le Congrès des Soviets comme le corps central de l'autorité de l'État, avec le Comité central exécutif pour assurer cette autorité pendant l'intérim. Le Comité central exécutif se divisait en Soviet de l'Union, qui représentait les républiques constituantes, et Soviet des nationalités, qui représentait les intérêts des groupes nationaux. Le Presidium du Comité central exécutif était une présidence collective. Entre les sessions du Comité central exécutif, le Presidium supervisait l'administration du gouvernement. Le Comité central exécutif élisait aussi le Sovnarkom, qui servait de bras exécutif du gouvernement.
Le texte, préparé par une commission présidée par Mikhaïl Kalinine, est adopté par le Comité exécutif central le 6 juillet 1923, puis approuvé par le IIe Congrès des soviets de l'Union le 31 janvier 1924.
Elle sera remplacée par une constitution provisoire le 11 mai 1925, annotée le 20 mai 1925, remplacée par celle de 1936.